# ÚVMV 1100 GT
Der ÚVMV 1100 GT oder Škoda 1100 GT war ein tschechoslowakisches Sportwagen-Konzept. Der Motor stammte von Škoda.

## Geschichte

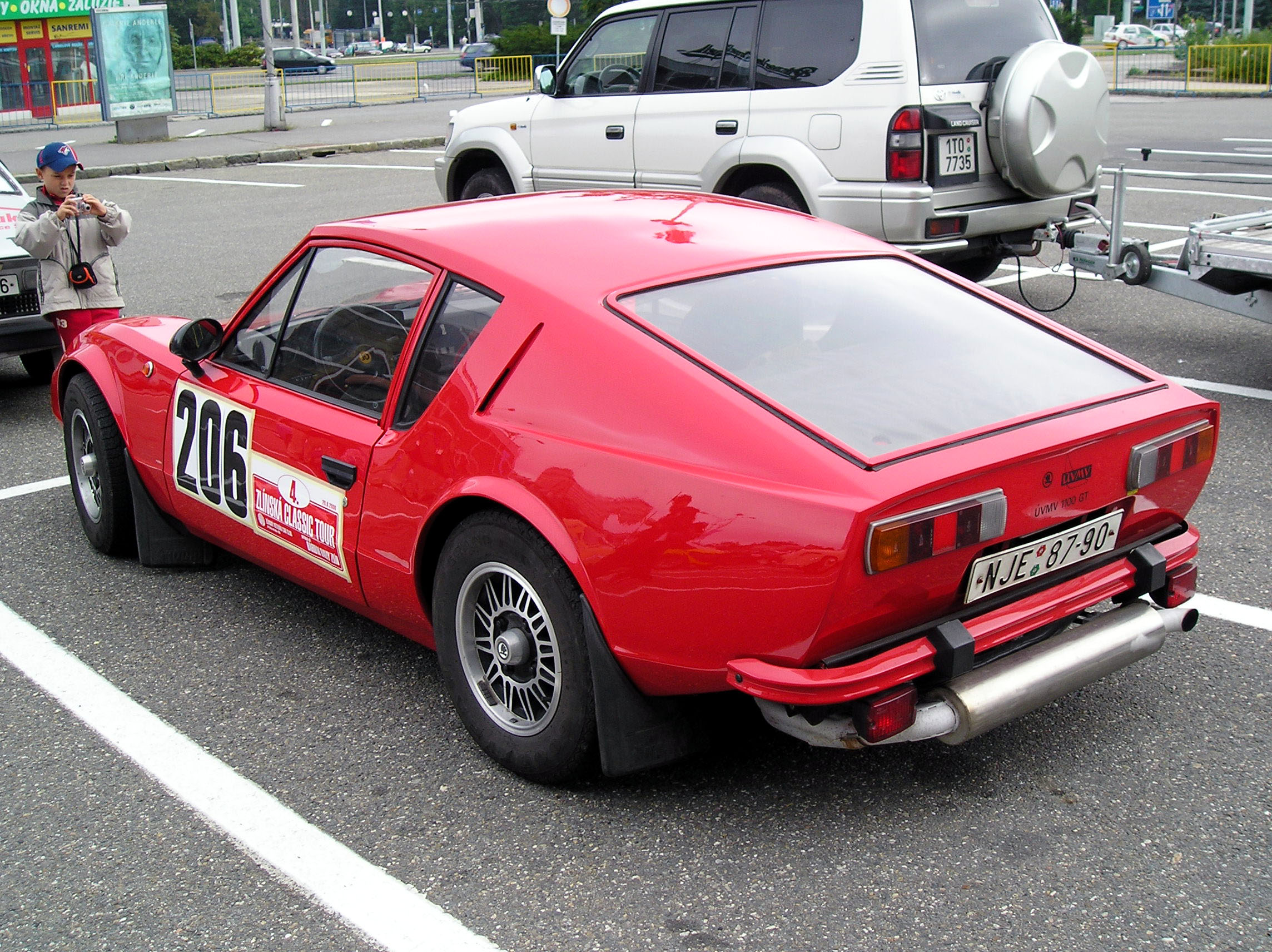
Škoda 1100 GT von hinten

Grundlage für dieses Konzeptfahrzeug war der Saab Sonett II. Im Jahr 1962 eröffnete der schwedische Autohersteller Saab in der damaligen Tschechoslowakei seine erste Vertretung, betrieben wurde sie von dem tschechischen Rennfahrer Zdenek Treybal. Er verkaufte 1968 einen Saab Sonett II an die AZNP Mladá Boleslav. Weil Ende der 1960er Jahre kleine Sportwagen sehr populär waren, wurde 1970 in Zusammenarbeit mit dem Ústav pro výzkum motorových vozidel (ÚVMV, deutsch Institut für Kraftfahrzeugforschung) in Prag, der heutigen TÜV SÜD Auto CZ s.r.o., auf Basis dieses Saab-Modells ein Sportwagen-Konzept erarbeitet. Die äußere Erscheinung basierte vollständig auf dem Saab Sonett II, nur die Frontpartie war vom Ferrari Dino inspiriert. Das Fahrzeug wurde im Juli 1970 auf der Ausstellung „Mensch und Automobil - IEMA 70“ in Prag der Öffentlichkeit vorgestellt. Obwohl nahezu serienreif, erfolgte keine Serienfertigung.

## Technische Daten
Folgende technische Daten sind bekannt:
- längsliegender Reihen-Vierzylinder-Heckmotor
- zwei Weber-Vergaser 40-DCOE2
- Hubraum: 1138 cm3
- Drehmoment: 105,0 Nm
- Höchstgeschwindigkeit: 175 km/h
- Leistung: 75 PS (55 kW)
- Verdichtung: 12:1
- Zeit von 0–100 km/h: 13,7 Sekunden